# Джессіка Фішлок
Джессіка Енн Фішлок (англ. Jessica Anne Fishlock; нар. 14 січня 1987) — валлійська футболістка, півзахисниця жіночого футбольного клубу «ОЛ Рейн» та збірної Уельсу.

## Дитинство
Джесс народилася в Кардіффі. Вона має двох братів та трьох сестер. З 7 років дівчинка була зарахована до дитячої команди «Кардіфф Сіті».
За словами Фішлок, вона усвідомила що є лесбійкою у віці 12 років. З неї знущалися у школі через її гомосексуальність.

## Кар'єра
У дорослій команді «Кардіфф Сіті» Фішлок дебютувала у 16 років. Вже у першому своєму сезоні на професійному рівні дівчина забила дев'ятнадцять м'ячів у двадцяти трьох матчах. Фішлок є однією із найкращих бомбардирок в історії цієї команди.
У 2008 році гравчиня перебралася до «Брістоль Сіті», а у 2008-му році відбувся її перший перехід за межі Великобританії — вона стала гравцем нідерландської жіночої команди «АЗ Алкмар».
У лютому 2013 року Джесс Фішлок підписала контракт з американською командою «Сіетл Рейн», яка з часом змінила назву на «ОЛ Рейн».
Під час виступів на правах аренди у складі німецького клубу «Франкфурт» та французького клубу «Олімпік» Джесс Фішлок двічі виграла жіночу лігу чемпіонів.

## Виступи за збірну
З 2006 року Фішлок виступає за збірну Уельсу.
5 квітня 2017 року у домашньому товариському матчі проти збірної Північної Ірландії Фішлок провела свій 100-й матч за збірну. Вона стала першою в історії футболісткою збірної Уельсу, яка зіграла 100 матчів за національну команду.
У 2025 році збірна Уельсу вперше в історії кваліфікувалась на чемпіонат Європи. Символічно що авторкою першого в історії забитого м'яча національної збірної на великих турнірах стала саме  38-річна капітан команди Джессіка Фішлок, яка відзначилась голом у ворота збірної Франції.

## Досягнення
Командні
- Чемпіонат Нідерландів
  -  Переможниця (2): 2008–09, 2009–10
- Чемпіонат Австралії
  -  Переможниця (2): 2013–14, 2015–16
- NWSL Shield
  -  Володарка (3): 2014, 2015, 2022
- Чемпіонат Франції
  -  Переможниця (1): 2018–19
- Кубок Франції
  -  Володарка (1): 2018–19
- Ліга чемпіонів УЄФА
  -  Володарка (2): 2014–15, 2018–19

Індивідуальні
- Гравець року в Уельсі (4): 2011, 2012, 2013, 2014, 2018[10][11]